# Liste du patrimoine immobilier classé de Tubize
Cette page regroupe l'ensemble du patrimoine immobilier classé de la ville belge de Tubize.
| Objet | Année de construction / Architecte | Adresse | Section communale | Coordonnées                      | Numéro d’inventaire | Illustration |
| --- | ---------------------------------- | ------- | ----------------- | -------------------------------- | ------------------- | --- |
| L'église Saint-Martin, à Oisquercq |                                    |         |                   | 50° 40′ 13″ nord, 4° 13′ 11″ est | 25105-CLT-0005-01   | L'église Saint-Martin, à Oisquercq |
| Tour de l'église Sainte Renelde, à Saintes |                                    |         |                   | 50° 42′ 15″ nord, 4° 09′ 37″ est | 25105-CLT-0007-01   | Tour de l'église Sainte Renelde, à Saintes |
| Le char de procession de Sainte-Renelde situé à l'église Sainte Renelde à Saintes                                                                 |                                    |         |                   | 50° 42′ 15″ nord, 4° 09′ 38″ est | 25105-CLT-0008-01   | Le char de procession de Sainte-Renelde situé à l'église Sainte Renelde à Saintes                                                                 |
| Moulin à vent en pierre, dénommé Hondzochtmolen à Saintes                                                                                         |                                    |         |                   | 50° 42′ 51″ nord, 4° 10′ 39″ est | 25105-CLT-0009-01   | Moulin à vent en pierre, dénommé Hondzochtmolen à Saintes                                                                                         |
| Platane, dénommé Arbre de la Liberté, planté par les volontaires à leur retour de Bruxelles en 1830, croissant sur la place publique de Saintes   |                                    |         |                   | 50° 42′ 16″ nord, 4° 09′ 36″ est | 25105-CLT-0010-01   | Platane, dénommé Arbre de la Liberté, planté par les volontaires à leur retour de Bruxelles en 1830, croissant sur la place publique de Saintes   |
| Les façades et toitures du château et de la ferme à Clabecq (M) ainsi que l'ensemble formé par ces constructions et les terrains environnants (S) |                                    |         |                   | 50° 41′ 04″ nord, 4° 13′ 28″ est | 25105-CLT-0012-01   | Les façades et toitures du château et de la ferme à Clabecq (M) ainsi que l'ensemble formé par ces constructions et les terrains environnants (S) |
| Puits Sainte-Renelde, à Saintes (M) ainsi que l'ensemble formé par le puits et les terrains environnants (S)                                      |                                    |         |                   | 50° 41′ 52″ nord, 4° 09′ 20″ est | 25105-CLT-0013-01   | Puits Sainte-Renelde, à Saintes (M) ainsi que l'ensemble formé par le puits et les terrains environnants (S)                                      |